# St.-Jakobus-Kirche (Mannheim)

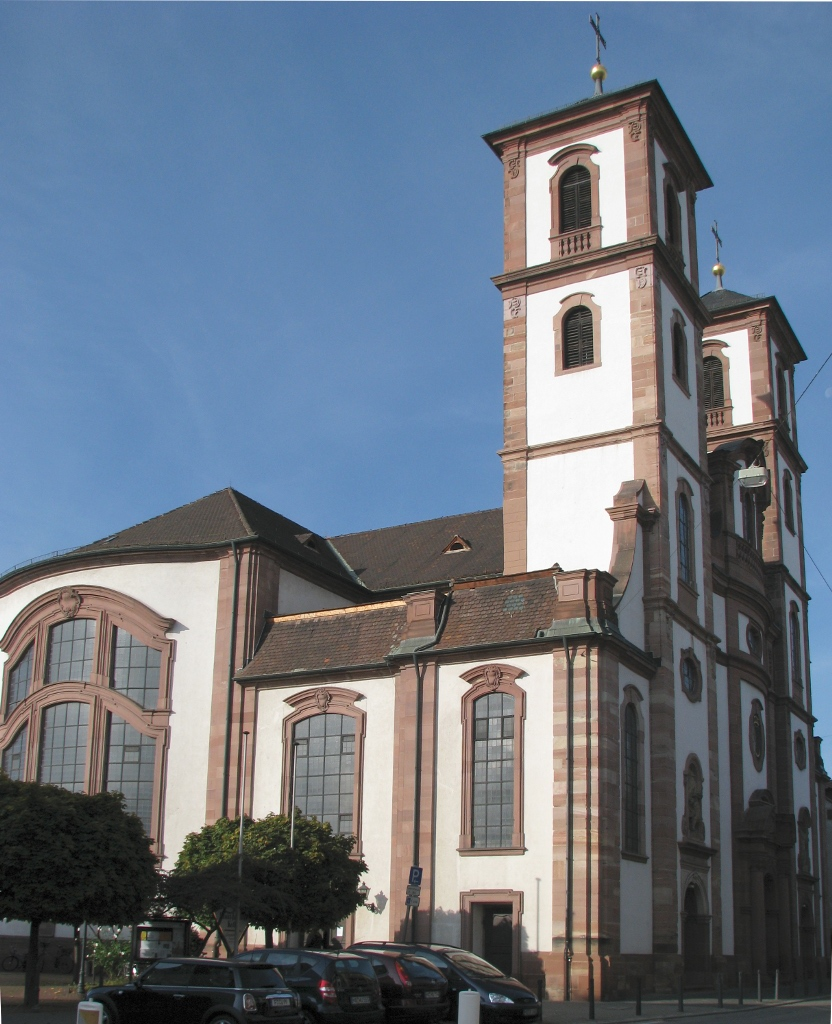
St.-Jakobus-Kirche

Die St.-Jakobus-Kirche ist eine katholische Kirche im Mannheimer Stadtteil Neckarau. Sie wurde zwischen 1904 und 1907 nach den Plänen von Ludwig Maier errichtet, der Teile der Bausubstanz des Vorgängerbaus von 1760 einbezog. Ihr heutiges Aussehen erhielt die Kirche in den 1950er-Jahren, als nach den Beschädigungen des Zweiten Weltkriegs die Dächer in vereinfachter Form erneuert wurden. Der neobarocke Bau ist als Kulturdenkmal von besonderer Bedeutung eingestuft.

## Geschichte
Eine Kirche in Neckarau wurde erstmals im 9. Jahrhundert erwähnt, im benachbarten Hermsheim im Jahr 826. Im 13. Jahrhundert gaben die Hermsheimer vermutlich wegen Überschwemmung ihr Dorf auf und zogen nach Neckarau. Die Pfarrpfründen allerdings blieben erhalten. Nach der Einführung der Reformation 1556 unterlag die Neckarauer Martinskirche wie die gesamte Kurpfalz mehrfachen Religionswechseln, ehe sie 1705 bei der Pfälzischen Kirchenteilung endgültig den Reformierten zugesprochen wurde. Die Katholiken mussten nach einer siebenjährigen Simultannutzung wieder, wie bereits zuvor seit dem Dreißigjährigen Krieg, den Gottesdienst in Seckenheim besuchen.
1716 erhielt die katholische Gemeinde die Erlaubnis, einen Raum im Rathaus zu nutzen; ab 1726 hatte sie wieder einen eigenen Pfarrer. Beim Wunsch nach einer eigenen Kirche kamen die alten Verflechtungen mit Hermsheim gelegen. Vor dem pfälzischen Hofgericht konnte nachgewiesen werden, dass die Baupflicht bei den Zehntnehmern Domkapitel Worms, Domkapitel Speyer sowie der kurpfälzischen Hofkammer lag. Zwischen 1758 und 1760 wurde die barocke Kirche erbaut. Sie war 28 Meter lang und 12 Meter breit und Jakobus dem Älteren geweiht, der vermutlich bereits Patron der Hermsheimer Kirche gewesen war. Eine Zwiebelhaube krönte den zur Straße gerichteten Kirchturm. An jeder Seite des Langhauses befanden sich vier Fenster, zwei weitere im eingezogenen, polygonalen Chor, der mit zwei kleinen Sakristeien verbunden war.

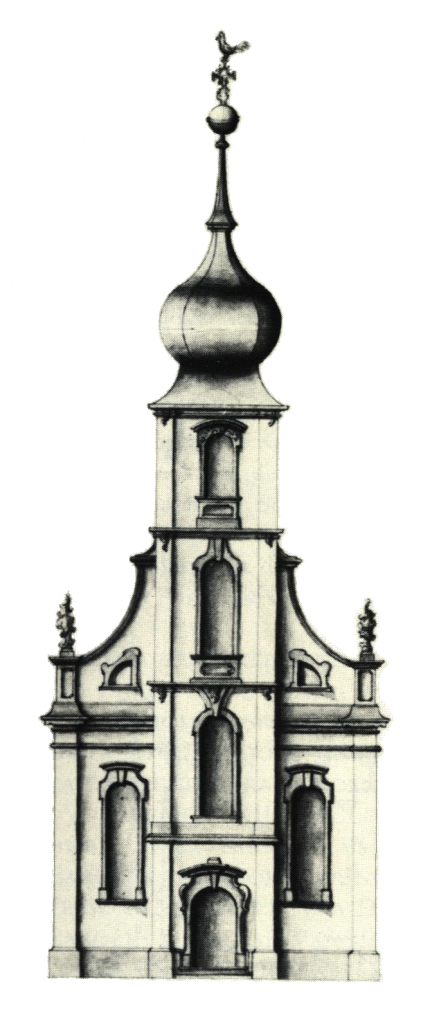
Aufriss der Kirche von 1760
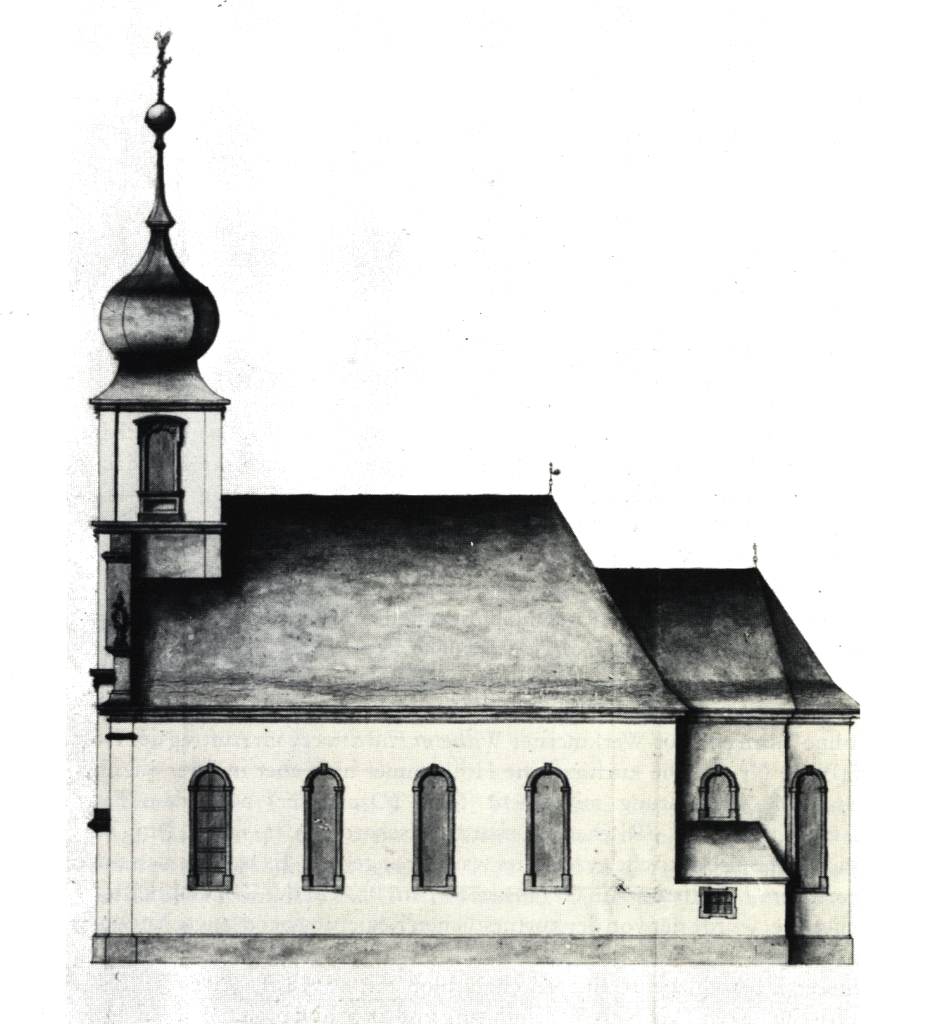
Seitenriss
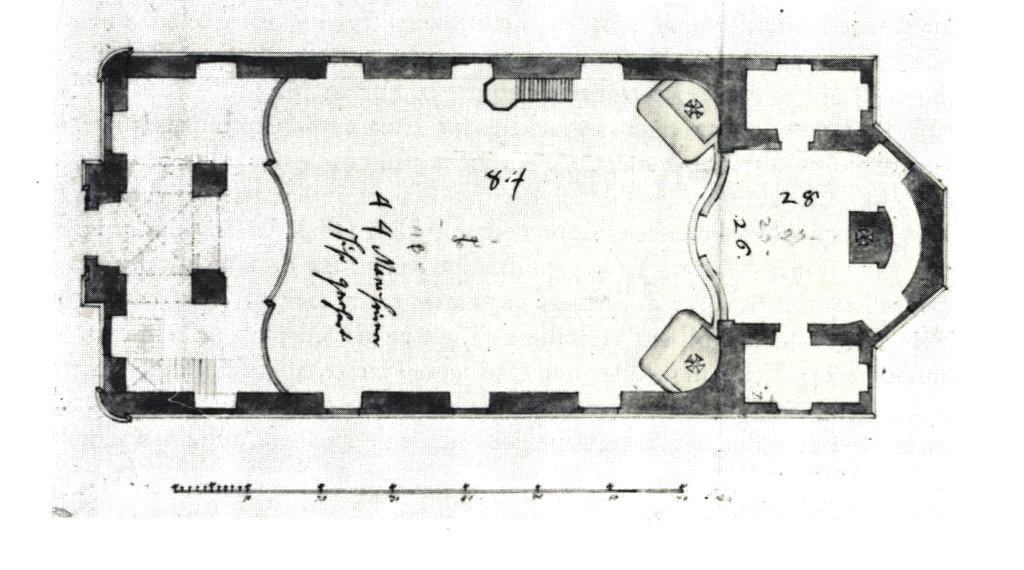
Grundriss

Nachdem das Bistum Worms aufgelöst worden war, wurde die Kirche 1827 dem Erzbistum Freiburg und dort dem Dekanat Heidelberg zugeordnet. 1902 kam sie zum Stadtdekanat Mannheim. Die Industrialisierung und der damit einhergehende Zuzug von Arbeitern führten zum Ende des 19. Jahrhunderts zu einem rasanten Wachstum der Bevölkerung. Vor der Eingemeindung nach Mannheim 1899 war Neckarau das größte Dorf in Baden geworden. Die Zahl der Katholiken stieg von rund 500 im Jahr 1860 auf 3063 im Jahr 1899. 1887 wurde deswegen der Sakristeieinbau im Chor entfernt und die Empore vergrößert.

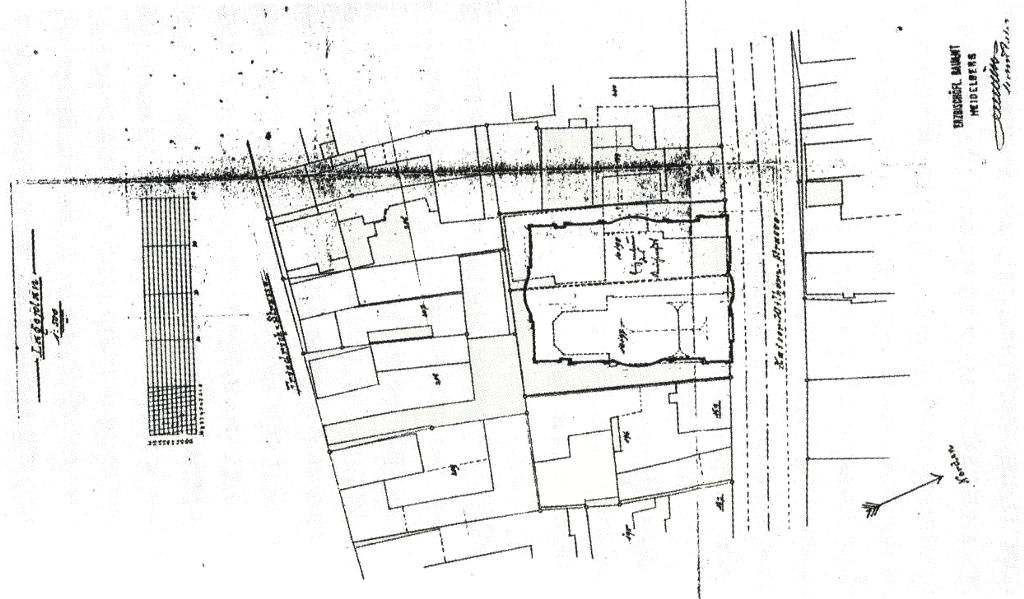
Grundriss von alter und neuer Kirche. Plan ca. 1901 von Ludwig Maier.

Trotzdem war die Kirche bald wieder zu klein, so dass ein Neubau diskutiert wurde. Schwierigkeiten bereiteten dabei der knapp bemessene Bauplatz und die Kostenfrage, die bei dem zu wählenden Baustil eine Rolle spielte. Der um Rat befragte Architekt Johannes Schroth schlug den kompletten Abriss und Neubau der Kirche vor. Letztlich konnte sich aber Ludwig Maier durchsetzen, der unter Beibehaltung eines Teils der alten Bausubstanz und unter Anlehnung an den Baustil der alten Kirche einen neobarocken Bau plante. 1904 erfolgte der erste Spatenstich, im Jahr darauf wurde am 4. Juni durch Stadtdekan Joseph Bauer der Grundstein gelegt. 1907 war die neue Jakobuskirche fertiggestellt und wurde am 20. Oktober von Erzbischof Thomas Nörber konsekriert.
Zwei Seitenaltäre und eine Elisabethengruppe zum linken Seitenaltar wurden 1908 von der Werkstätte Gebrüder Moroder eingebracht (Die Kunstwerke fielen einem Brand in der Nacht vom 9. auf den 10. März 1943 zum Opfer).
Die Kirche hatte zwei Kirchtürme, weil sich der Neckarauer Stiftungsrat eine Kirche mit „monumentalem Charakter“ gewünscht hatte, entsprechend der Entwicklung des Ortes zu einer Vorstadt von Mannheim und in Bezug auf die Nähe zur schönen, kurz vorher erbauten Matthäuskirche der Protestanten. Der Turm und Teile der östlichen Außenmauer der alten Barockkirche wurden in den Neubau integriert. Die beiden 50 Meter hohen Türme hatten Zwiebelhauben mit überhöhten Laternen. Die Eckpilaster waren bekrönt. Das Dach hatte eine oktogonale Vierungskuppel mit überhöhter Laterne.

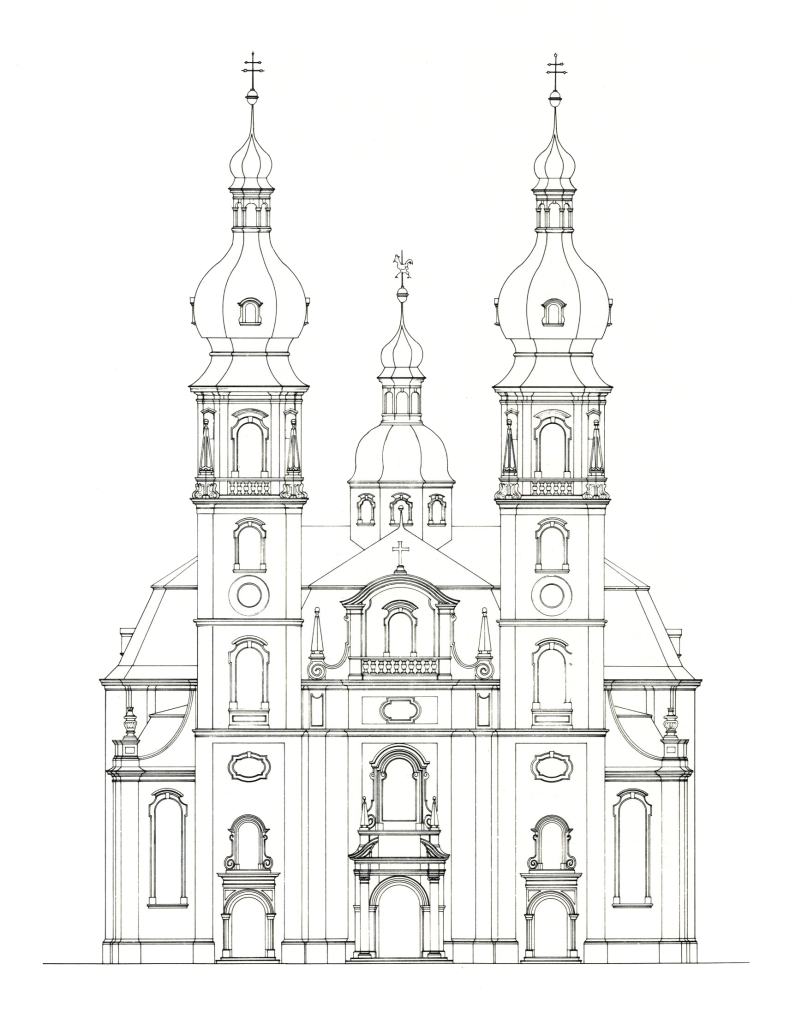
Aufriss der Kirche von 1907
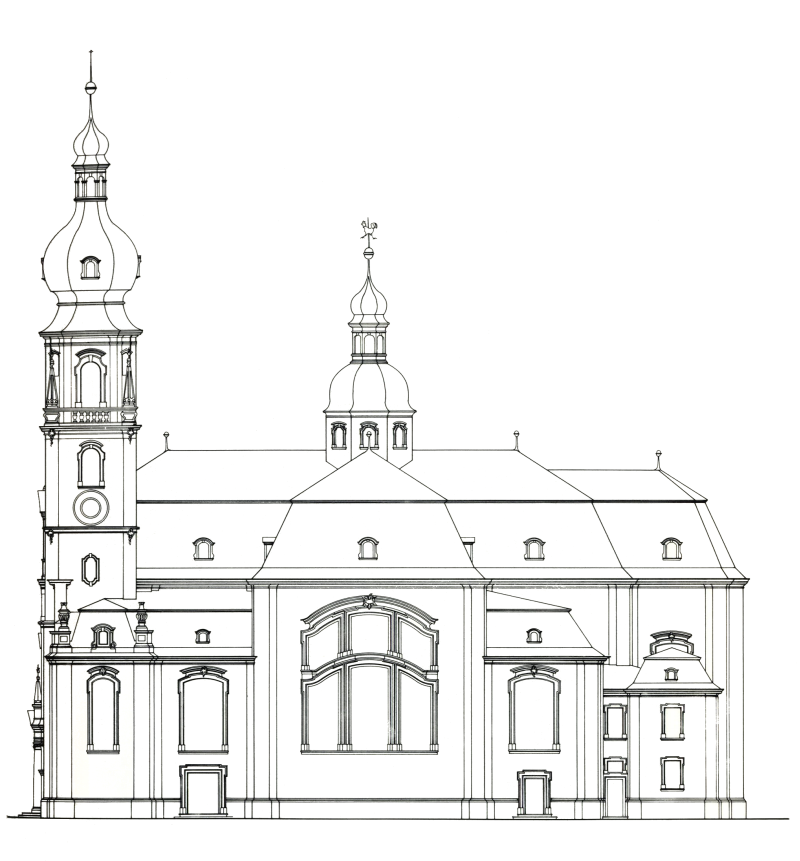
Seitenriss
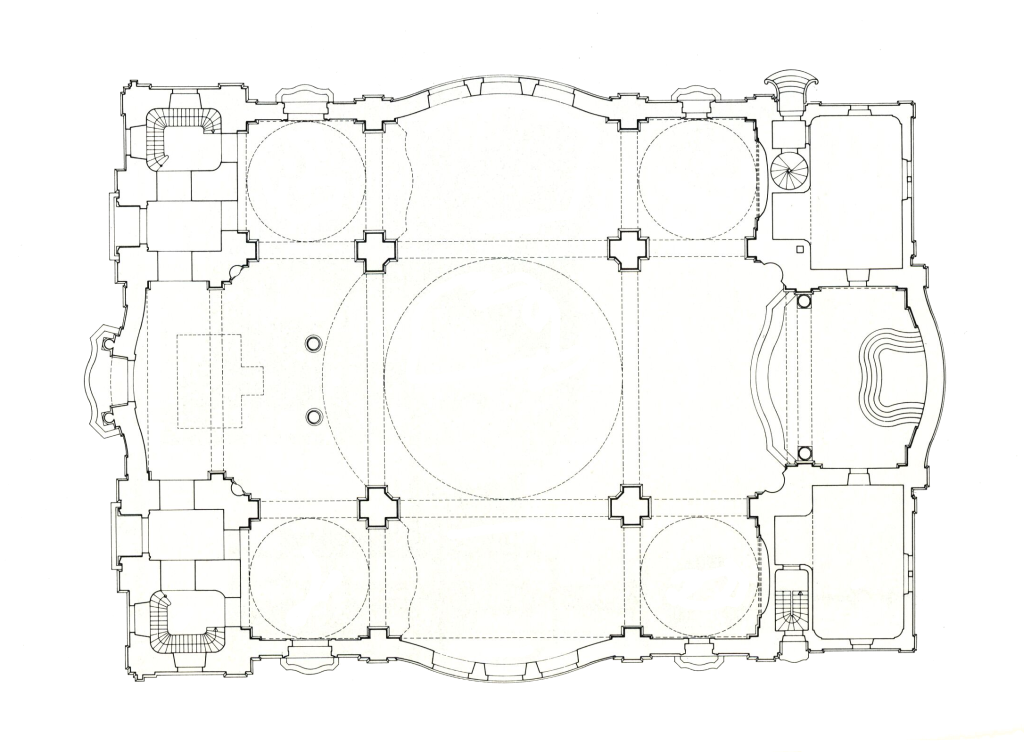
Grundriss

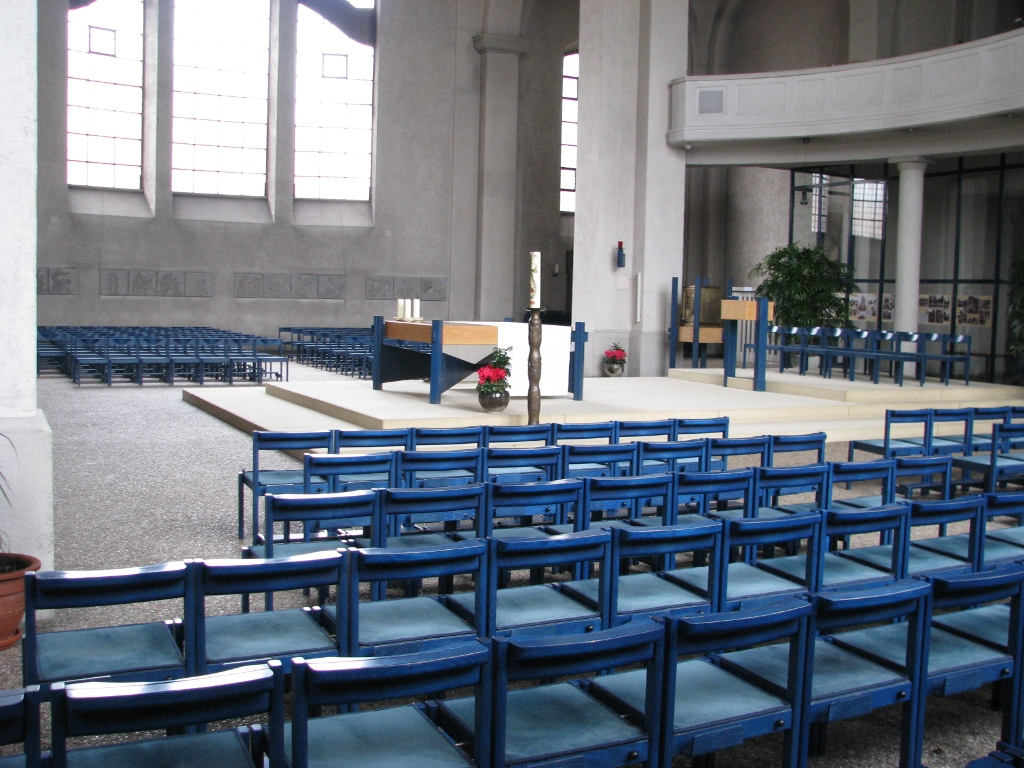
Innenraum 2008

Im Zweiten Weltkrieg brannte in der Nacht zum 10. August 1943 die Jakobuskirche nach einem Fliegerangriff bis auf die Außenmauern, die Gewölbe und die Turmstümpfe aus. Von Mai 1945 an diente das nur notdürftig abgedeckte Gebäude den Gottesdiensten der Neckarauer Katholiken und Protestanten. Bis 1950 baute Anton Ohnmacht die Kirche vereinfacht wieder auf, und 1955 wurde die Fassade renoviert. Die Neugestaltung des Innenraums erfolgte 1973 nach den Erkenntnissen der Liturgiereform des Zweiten Vatikanischen Konzils. Insbesondere wurde der Altar vom Chor in das Zentrum des Mittelschiffes verlegt und die Bestuhlung hufeisenförmig angeordnet. Mit der Fertigstellung des benachbarten, von der Straße zurückgestellten, flachen Gemeindezentrums wurde 1983 erstmals eine Seitenfassade der Jakobuskirche sichtbar. Von 2002 bis 2003 wurde die Außenfassade umfassend renoviert und schadhafter Sandstein restauriert, wobei festgestellt wurde, dass der linke, barocke Turm in einem besseren baulichen Zustand war, als der jüngere rechte Turm von 1907. Im Hinblick auf den Deutschen Katholikentag, der 2012 in Mannheim stattfand, wurde 2009/2010 der Innenraum renoviert und neu gestaltet. Die Gemeinde St. Jakobus gehört seit 2002 mit Maria-Hilf (Almenhof) und St. Josef (Lindenhof) zur Seelsorgeeinheit Mannheim-Südwest.

## Beschreibung

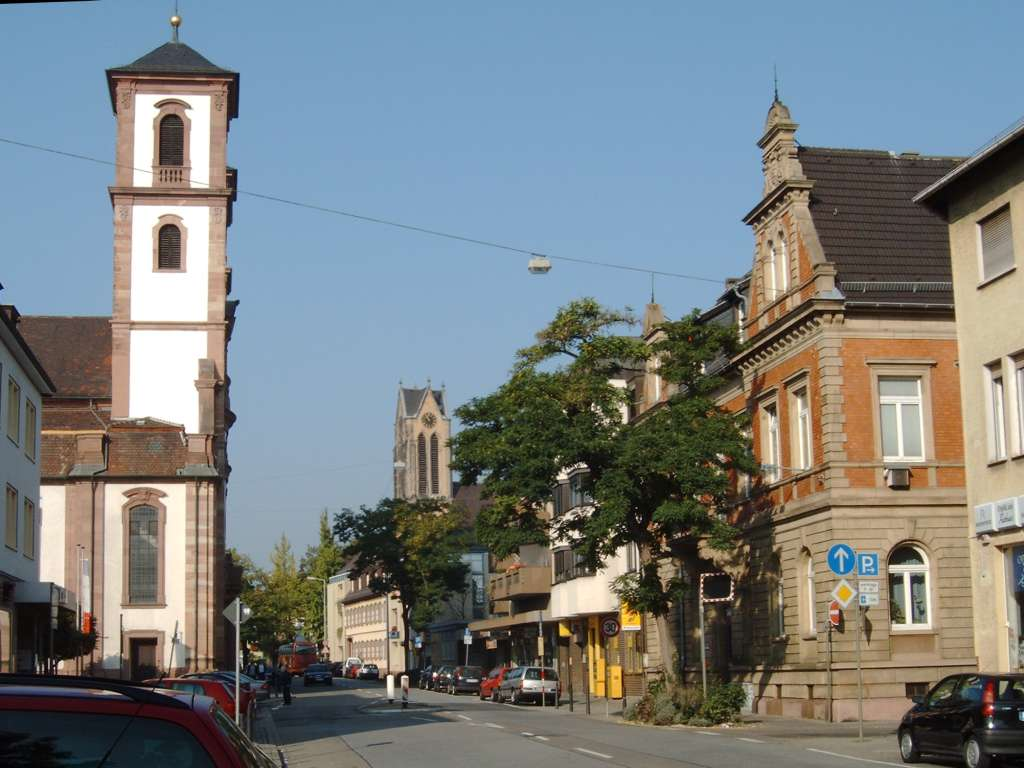
Neckaraus Hauptstraße mit St.-Jakobus- und Matthäuskirche

### Architektur
Die neobarocke St.-Jakobus-Kirche befindet sich an der Hauptstraße von Neckarau. Ihre Türme bestimmen gemeinsam mit der benachbarten Matthäuskirche das Ortsbild. Sie werden bedeckt von flachen Pyramidendächern, die bekrönt sind mit auf blattgoldverzierten Kugeln ruhenden Kreuzen. Der annähernd rechteckige Grundriss nimmt fast das gesamte Grundstück ein, weil bei der Erbauung der Kirche aufgrund der rapide wachsenden katholischen Gemeinde der optimalen Raumausnutzung den Vorzug gegeben wurde gegenüber der architektonischen Wirkung. Der eingezogene Chor und die Mittelteile der Seitenwände schwingen konvex hervor. Die Kirche ist 44 Meter lang, 28 Meter breit und 16 Meter hoch.
Das äußere Erscheinungsbild ist geprägt vom markanten Wechselspiel zwischen weiß verputzten Flächen und rotem Sandstein, der im barocken Teil des Baus von 1760 vom Neckartal und im Übrigen aus dem Maintal stammt. Das rundbogige Hauptportal wird umrahmt von zwei Säulen mit ionischen Kapitellen und attischer Basis. Darüber befindet sich umrahmt von einem gesprengten Giebel in einem Zierrahmen das Christus-Monogramm IHS. Im ovalen Fenster darüber ist zwischen vergoldeter Krone und Mondsichel das Maria-Monogramm RMAJ angebracht. In den Nischen über den beiden Seitenportalen stehen Statuen der Heiligen Jakobus, noch von der Barockkirche von 1760, und Johannes.

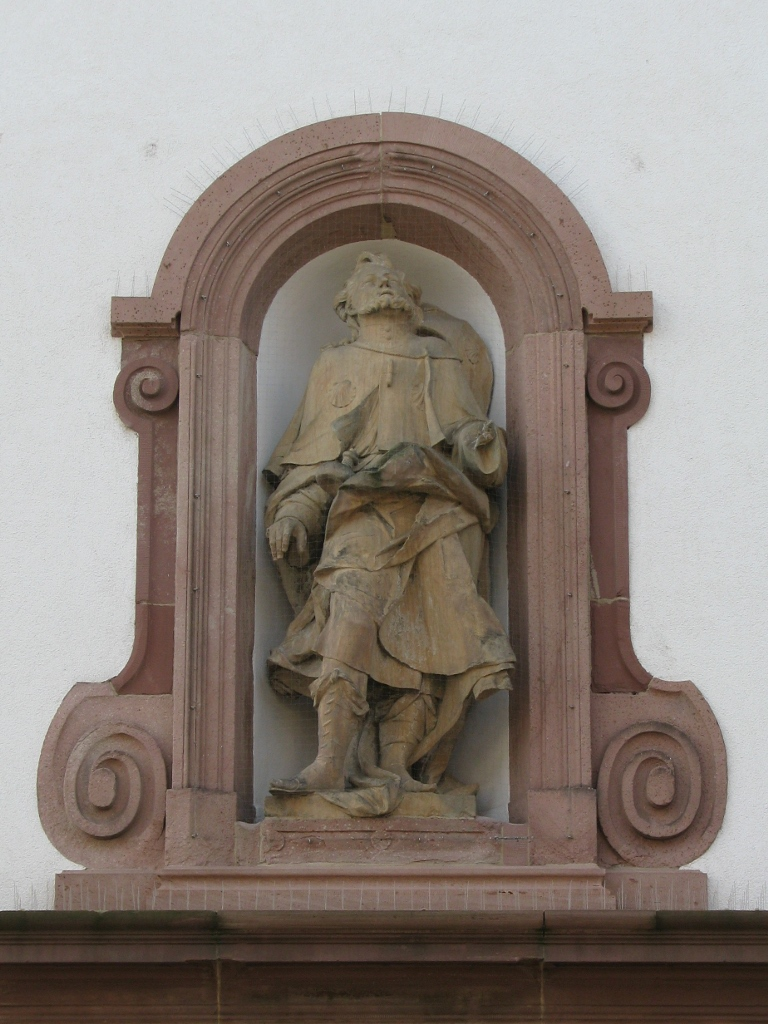
Jakobus
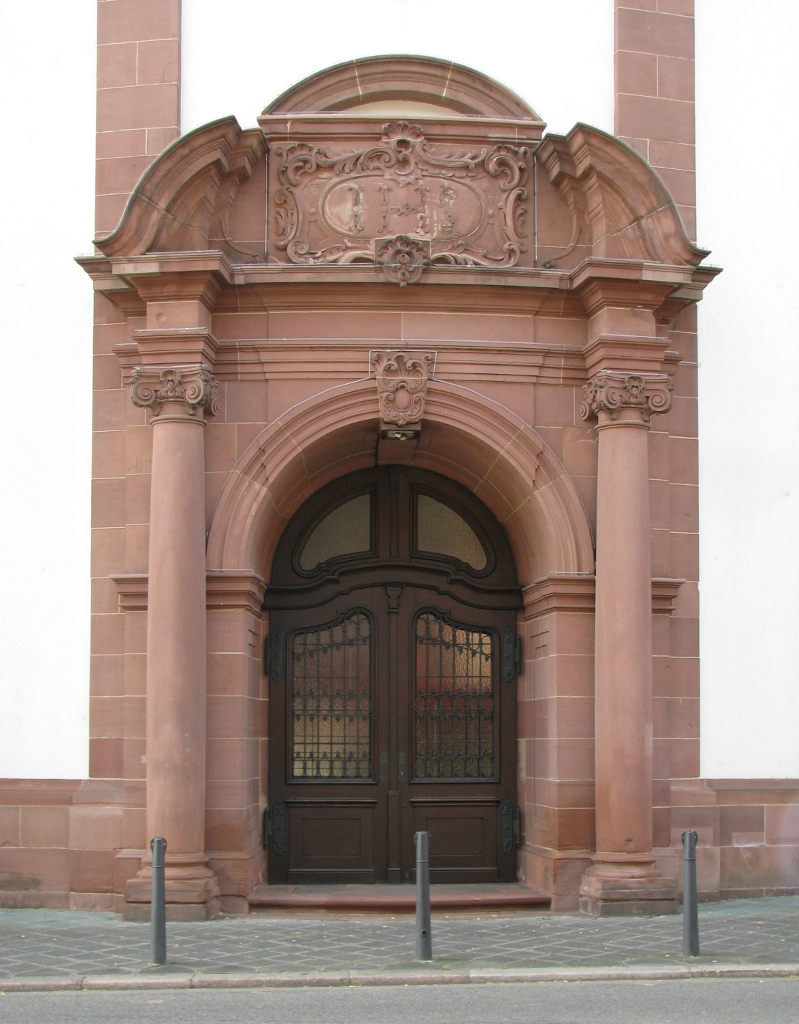
Portal
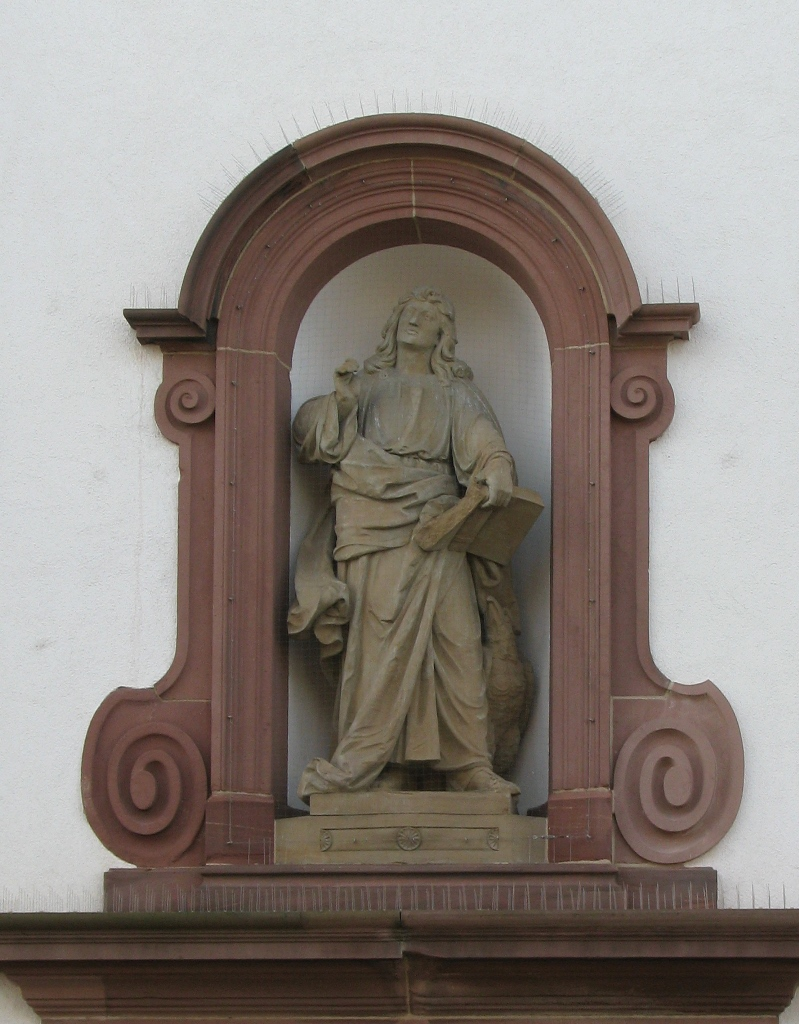
Johannes

Horizontal ist die Fassade durch Gesimse gegliedert, die sich in die Höhe an beiden Kirchtürmen fortsetzen. An den Ecken sind sie mit Rocaillen verziert. Der Zentralbau wird bedeckt von überkreuzten Walmdächern. Der quadratische Gottesdienstraum wird gegliedert von vier Kreuzpfeilern mit toskanischen Kapitellen, die das Gewölbe tragen. Die Wände sind mit hellem Reibeputz versehen, und der Boden ist aus dezentem Waschbeton. Die großen, farblos verglasten Fenster, die auf beiden Seiten fast über die gesamte Mittelwand gezogen sind, erlauben einen hohen Lichteinfall, der die Raumwirkung zum Zentrum der Kirche hin noch vergrößert. Die Empore ist mit den beiden nördlichen Kreuzpfeilern verbunden und wölbt sich konkav nach innen. Darunter befindet sich ein verglaster Raum.

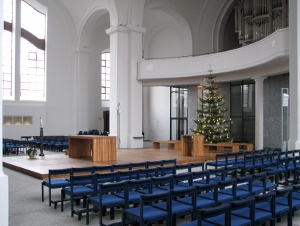
Innenraum

### Ausstattung
Der quadratische Innenraum erwies sich als ideal, als das Innere 1973 nach der Liturgiereform des Zweiten Vatikanischen Konzils umgestaltet wurde. Im Zentrum befinden sich auf einem hölzernen Podest der schlichte Altar aus Holz und im selben Stil der Ambo. Die in markantem Blau gehaltene Einzelbestuhlung ist von drei Seiten auf die Altarinsel ausgerichtet. Tabernakel und Ewiges Licht befinden sich unter der Orgelempore. In der Achse zwischen den Stühlen des Mittelgangs steht eine Kreuzsäule aus Bronze, die 1976 Toni Schneider-Manzell schuf. Auf der Vorderseite befindet sich der gekreuzigte Jesus und auf der Rückseite ein Lamm, womit Opfer und Erlösung symbolisiert werden. Am Fuß werden die Szenen Adam und Eva im Paradies und Kains Mord an Abel dargestellt.
Vom selben Künstler stammt der bronzene Osterleuchter, der 1986 aufgestellt wurde. Auf ihm sind drei Szenen nach der Auferstehung dargestellt: Die drei Frauen finden das leere Grab, die Jünger von Emmaus und der zweifelnde Thomas. An der Westwand ist ein Kreuzweg mit 14 Stationen angebracht, den 1958 der Bildhauer Hubert Bernhard als steinernes Relief anfertigte. In der Südwestecke steht eine 1,03 Meter hohe Madonna aus dem 15. Jahrhundert. Über dem Eingangsportal des Barockturmes befindet sich eine Steintafel von 1907. Die in Latein verfasste Weiheinschrift auf der Tafel ist der Urkunde entnommen, die 1758 in den Grundstein gelegt wurde. Mehrere Chronogramme in ihr verweisen auf die Jahreszahl 1758.

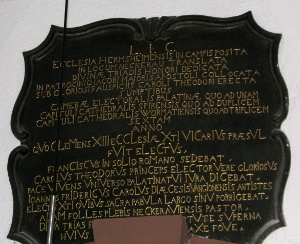
Tafel mit der Weiheinschrift
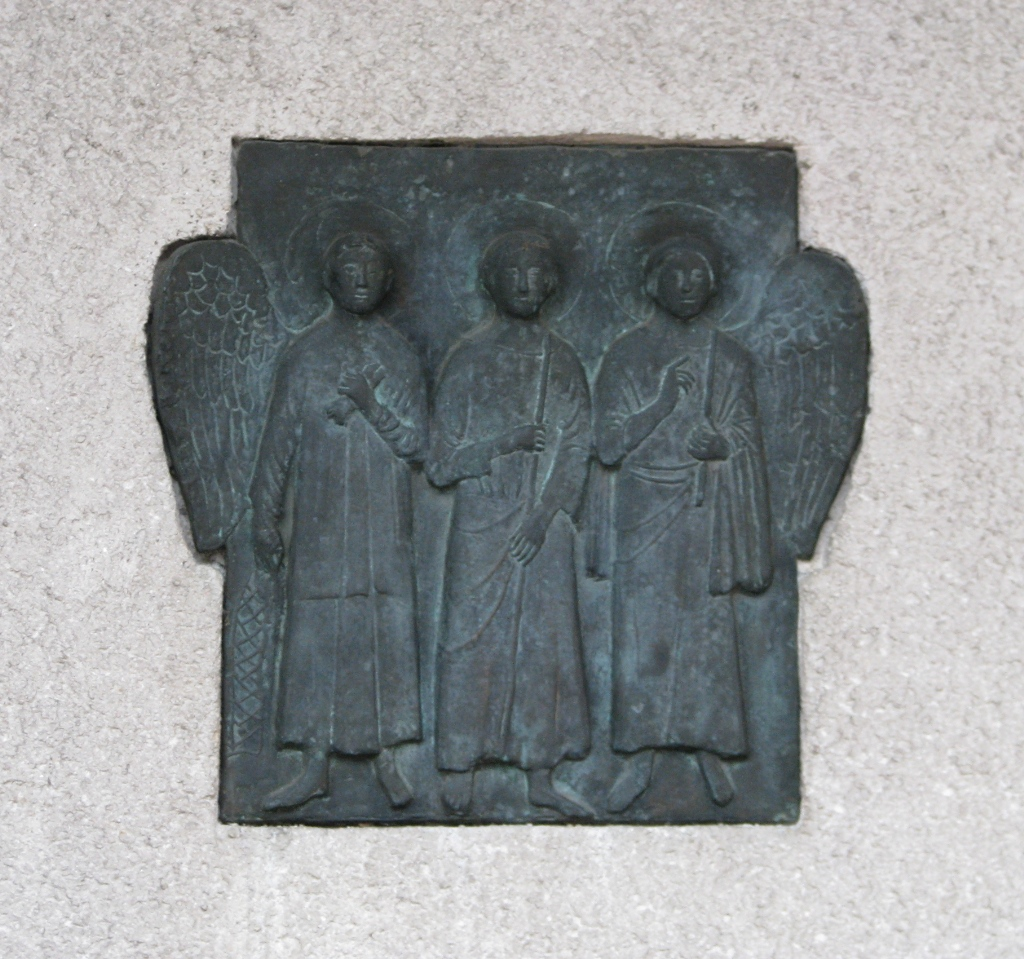
Erzengel von Toni Schneider-Manzell

Ein weiteres Kunstwerk von Toni Schneider-Manzell ist an der Außenfassade des benachbarten Gemeindezentrums angebracht. Das Relief von 1986 zeigt die drei Erzengel Raphael, Michael und Gabriel mit sparsam angedeuteten ikonografischen Attributen.

### Orgel

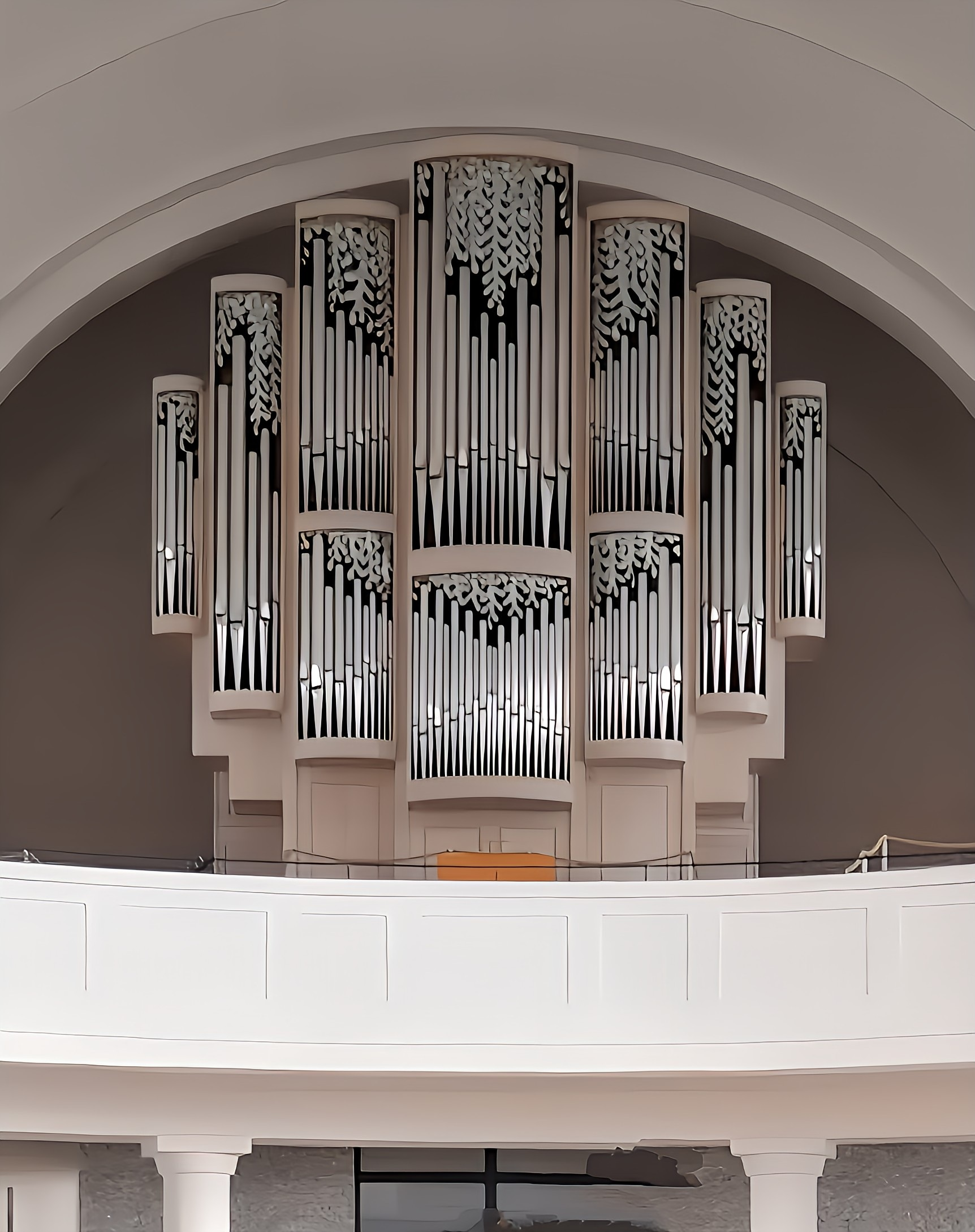
Orgelprospekt

Die Orgel wurde am 7. März 1993 geweiht. Die Neubeschaffung war notwendig geworden, weil die Reparatur der Vorgängerin nicht mehr wirtschaftlich gewesen wäre. Einschließlich des ersten Instruments, das noch im Neckarauer Rathaus aufgestellt war, ist sie die sechste Orgel der St.-Jakobus-Gemeinde. Sie stammt von Karl Göckel Orgelbau und besitzt 34 Register mit 2.133 Pfeifen, von denen die längste fünf Meter misst. Das Gehäuse ist aus massivem Eschen- und Fichtenholz. Die Orgel hat folgende Disposition:
| I Hauptwerk C–g3 |             |       |
| 1.               | Bourdon     | 16′   |
| 2.               | Principal   | 8′    |
| 3.               | Bourdon     | 8′    |
| 4.               | Gambe       | 8′    |
| 5.               | Octave      | 4′    |
| 6.               | Rohrflöte   | 4′    |
| 7.               | Quinte      | 2 ⁄3′ |
| 8.               | Octave      | 2′    |
| 9.               | Cornett V   |       |
| 10.              | Mixtur IV–V | 1 ⁄3′ |
| 11.              | Trompete    | 8′    |

| II Schwellwerk C–g3 |               |        |
| 12.                 | Holzprinzipal | 8′     |
| 13.                 | Gedackt       | 8′     |
| 14.                 | Salicional    | 8′     |
| 15.                 | Voix céleste  | 8′     |
| 16.                 | Octave        | 4′     |
| 17.                 | Traversflöte  | 4′     |
| 18.                 | Nasard        | 2 ⁄3′  |
| 19.                 | Doublette     | 2′     |
| 20.                 | Terz          | 1 3⁄5′ |
| 21.                 | Larigot       | 1 ⁄3′  |
| 22.                 | Plein Jeu V   |        |
| 23.                 | Basson        | 16′    |
| 24.                 | Hautbois      | 8′     |
| 25.                 | Clarine       | 4′     |
|                     | Tremulant     |        |

| Pedal C–f1 |               |       |
| 26.        | Principalbass | 16′   |
| 27.        | Subbass       | 16′   |
| 28.        | Octavbass     | 8′    |
| 29.        | Gedacktbass   | 8′    |
| 30.        | Choralbass    | 4′    |
| 31.        | Hintersatz IV | 2 ⁄3′ |
| 32.        | Posaune       | 16′   |
| 33.        | Trompete      | 8′    |
| 34.        | Clairon       | 4′    |

- Koppeln: II/I, I/P
- Spielhilfen: 2×32 Setzerkombinationen, Sequenzschaltung

| Baujahr | Manuale | Register | Orgelbauer             | Bemerkung |
| ------- | ------- | -------- | ---------------------- | --- |
| 1743    | 1       | 9        | Friedrich Ernst Müller | |
| 1760    | 1       | 11       | Johann Ignaz Seuffert  | Der im Rokoko-Stil gehaltene Prospekt dieser Orgel wurde 1887 an die Marienkirche in Lauda verkauft, wo er heute noch steht.                                          |
| 1887    | 2       | 15       | Matthias Burkhard      | Die Orgel wurde 1792 erbaut durch Franz Christoph Alfermann für die Paulskirche in Bruchsal. Anlässlich des Kaufs 1887 wurde sie von Matthias Burkhard umgebaut.      |
| 1907    | 3       | 36       | Fa. Kiene              | Das neobarocke Gehäuse stammte vom Bildhauer G. Müller. |
| 1950    | 3       | 46       | Paul Sattel            | Für die St.-Josef-Kirche in Mannheim-Lindenhof geplant, wurde die Orgel im Zweiten Weltkrieg nicht mehr fertiggestellt und dann von der Neckarauer Gemeinde erworben. |

### Glocken
Die St.-Jakobus-Kirche hat lediglich eine Glocke. Die 450 kg schwere Schutzengelglocke ist aus Bronze und auf den Ton b' gestimmt. Sie wurde 1927 von der Hofglockengießerei Franz Schilling Söhne in Apolda gegossen. Bei einem Durchmesser von 865 mm wiegt sie etwa 450 kg.	
Zu Beginn hatte die Kirche 1760 ebenfalls nur eine Glocke, die Marienglocke, die die Inschrift „Heilige Gottesmutter sei auch eine Mutter der Gemeinde Neckarau.“ trug. Das Geläut wurde 1777 um eine und 1887 um zwei weitere Glocken erweitert. Da sie nicht harmonisch klangen, wurden sie beim Kirchenneubau 1907 ersetzt durch sechs neue Glocken der Glockengießerei Villingen. Sie hatten ein Gesamtgewicht von 7.600 kg und sollten auf die Tonfolge h°, d', e', g', a' und h' gestimmt sein. Der erzbischöfliche Glockeninspektor stellte aber fest, dass sie die Töne h°, cis', dis', fis', a' und h' aufwiesen. Während des Ersten Weltkriegs musste 1917 das Geläut bis auf die zweitkleinste Glocke abgeliefert werden.
1927 kaufte die Gemeinde sechs neue Bronzeglocken bei der Glockengießerei Franz Schilling Söhne. Sie hatten ein Gesamtgewicht von 10.100 kg und waren auf die Tonfolge b°, des', es', f', as' und b' gestimmt. Die St. Jakobusglocke hatte die Inschrift „Sankt Jakobus, sei gegrüßt, Treuer Schutzherr der Pfarrei! Was du schon Jahrhundert bist, Auch der neuen Kirche sei.“ Das Geläut wurde bis auf die kleinste Glocke 1942 im Zweiten Weltkrieg eingezogen.